# Nordøyan fyr
Nordøyan fyr ist ein Leuchtturm an der norwegischen Küste in der Kommune Nærøysund in der Provinz Trøndelag. Er steht auf der kleinen Insel Sunøya, der südlichsten im Archipel des alten Fischerdorfs Nordøyan, am nördlichen Rand der Folda, einem als Schiffsfriedhof berüchtigten Meeresgebiet vor dem Eingang in den Foldafjord.

## Geschichte
Die Station wurde 1890 als Ersatz für den im gleichen Jahr stillgelegten Leuchtturm auf der etwa 15 Seemeilen weiter südlich gelegenen Insel Villa erbaut und erhielt dabei die Laterne des Leuchtturms Villa. Beide Leuchttürme sind seit 1999 als Kulturdenkmale geschützt.

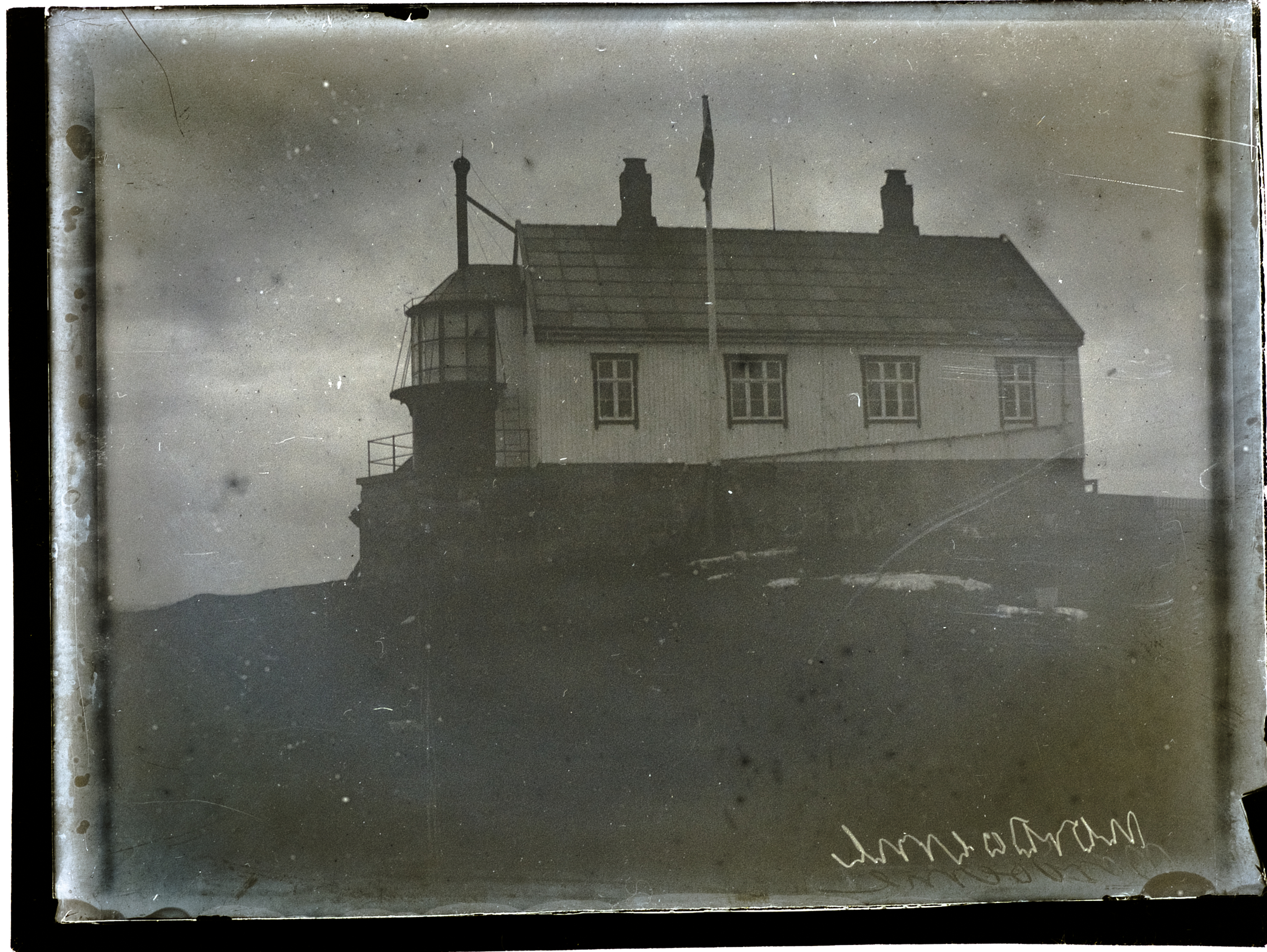
Wärterhaus und Leuchtfeuer um 1890/1900

Mit Hilfe einer großen Fresnel-Linse wird eine Tragweite von 17,2 Seemeilen erreicht. Das weiße Licht scheint permanent mit einer Lichtstärke von 79,000 Candela, und alle 40 Sekunden blitzt es kurz mit 2,070,000 Candela. Wegen der Mitternachtssonne ist das Leuchtfeuer jedes Jahr vom 12. Mai bis zum 25. Juli abgeschaltet.
1989 wurde das Leuchtfeuer auf automatischen Betrieb umgestellt.
Die Station besteht aus einem hölzernen Wohnhaus für die Leuchtturmwärter und -assistenten und deren Familien, die Schafe hielten und etwas Landwirtschaft betrieben, und einem an der dem Meer zugewandten Giebelseite angebauten niedrigen, roten gestrichenen, cylindrischen Leuchtturm aus Eisen auf Steinfundament. Bis 2004 war die Station bemannt. Da inzwischen die meisten Bewohner der Nordøyan-Inseln weggezogen waren, zogen dann auch die Leuchtturmfamilien aufs Festland. Danach wurde die Station nur noch periodisch von Personal der Küstenverwaltung (Kystverket) inspiziert.

## Touristische Nutzung
Seit dem Sommer 2018 hat die Aktiengesellschaft Nordøyan AS, die seit 1995 die benachbarten Inseln Oddholmen und Heimværet besitzt, die Station von der Kystverket gepachtet und vermietet sie seitdem an Übernachtungsgäste zur Selbstversorgung (maximal 6–8 Personen).

## Untergang derSanct Svithun
In der Nähe des Leuchtturms Nordøyan ereignete sich im Jahr 1962 der Untergang des Hurtigruten-Schiffes Sanct Svithun, bei dem 41 Menschen ihr Leben verloren.